# Kosmos 2280
Kosmos 2280, ruski izviđački satelit iz programa Kosmos. Vrste je Jantar-4KS1M (Neman).
Lansiran je 28. travnja 1994. godine u 17:14 s kozmodroma Bajkonura (Tjuratam) u Kazahstanu. Lansiran je u nisku orbitu oko planeta Zemlje raketom nosačem Sojuz-U 11A511U. Orbita mu je bila 238 km u perigeju i 315 km u apogeju. Orbitna inklinacija mu je bila 70,38°. Spacetrackov kataloški broj je 23095. COSPARova oznaka je 1994-025-A. Zemlju je obilazio u 90,04 minuta. Pri lansiranju bio je mase 6600 kg. 
Deorbitirao je 10. ožujka 1995.

## Vanjske poveznice
- N2YO.com Search Satellite Database
- Celes Trak SATCAT Format Documentation (engl.)
- Kunstman  Arhivirana inačica izvorne stranice od 12. kolovoza 2019. (Wayback Machine) Satellites in Orbit (engl.)